# Vilarmarzo
Vilarmarzo es una entidad de población española de la parroquia de Pesoz, perteneciente al municipio del mismo nombre, en la comunidad autónoma de Asturias.

## Toponimia
El lugar puede aparecer referido con las grafías «Vilarmarzo» y «Villarmarzo».

## Historia
Hacia mediados del siglo XIX, el lugar, ya por entonces perteneciente a Pesoz, tenía contabilizada una población de 56 habitantes. Aparece descrito en el decimosexto y último volumen del Diccionario geográfico-estadístico-histórico de España y sus posesiones de Ultramar de Pascual Madoz con las siguientes palabras:

VILLARMARZO: l. en la prov. de Oviedo, ayunt. y felig. de Santiago de Pesoz (V.). pobl.: 11 vec., 56 almas.
(Madoz, 1850, p. 269)

En 2023, la entidad singular de población, encuadrada dentro de la entidad colectiva de Pesoz, tenía empadronados cuatro habitantes.